# Катовиці (аеропорт)
Міжнародний аеропорт Катовиці, також Аеропорт Катовиці-Пижовиці (пол. Międzynarodowy Port Lotniczy Katowice) (IATA: KTW, ICAO: EPKT) — міжнародний аеропорт, розташований у Пижовицях, за 30 км на північ від центру міста Катовиці, Польща. 2 за розміром взлітно-посадкової смуги аеропорт в Польщі після Варшава - Шопен
Аеропорт є хабом для:
- ASL Airlines Ireland
- Blue Panorama Airlines
- Buzz
- Enter Air
- LOT Polish Airlines
- Smartwings Poland
- Wizz Air

## Історія
Міжнародний аеропорт Катовіце був заснований у 1966 році під назвою "Міжнародний аеропорт Катовіце - Пижовіце".
У 2007 році аеропорт був перейменований на свою поточну назву "Міжнародний аеропорт Катовіце". З тих пір аеропорт зріс і став важливим транспортним вузлом у центральній частині Польщі з пасажирськими та вантажними перевезеннями до різних країн світу.

## Послуги

### Термінали
Аеропорт має три пасажирські термінали A, B (відправлення) і C (прибуття), а також вантажний термінал. Термінал А обслуговує всі не- шенгенські рейси, в той час як Термінал B — всі шенгенські рейси. Робота нового терміналу C (прибуття) розпочалася 27 червня 2015 року.

### Злітно-посадкова смуга і перон
Аеропорт має бетону злітно-посадкову смугу 3200×60 м і може приймати літаки Boeing 747 або Boeing 777.

## Авіалінії та напрямки, листопад 2020

### Пасажирські
| Авіакомпанія           | Пункт призначення |
| ---------------------- | --- |
| Aegean Airlines        | Сезонний чартер: Афіни, Іракліон, Каламата, Салоніки |
| Air Cairo              | Хургада, Шарм-ель-Шейх |
| AMC Airlines           | Чартер: Хургада |
| Blue Panorama Airlines | Чартер: Фару, Фуертевентура, Гран-Канарія, Хургада, Палермо, Тенерифе-Південний Сезонний чартер: Анталія, Бодрум, Бургас, Ханья, Корфу, Іракліон, Ізмір, Малага, Марса-Алам, Ольбія, Родос, Таба, Тирана, Варна, Закінф |
| Bulgaria Air           | Сезонний чартер: Бургас |
| Bulgarian Air Charter  | Чартер: Бургас |
| Buzz                   | Сезонний чартер: Ханья, Корфу, Іракліон, Кефалонія, Кос, Ларнака, Пафос, Превеза, Родос, Тирана, Закінф |
| Corendon Airlines      | Анталія, Сезонний: Газіпаша Іракліон, Родос |
| Ellinair               | Сезонний: Іракліон, Салоніки |
| Enter Air              | Сезонний: Анталія, Бодрум, Бургас, Ханья, Фуертевентура, Іракліон, Ібіца, Кос, Лансароте, Родос, Тенерифе-Південний Чартер: Мадейра, Гран-Канарія, Хургада Марса-Алам, Сал, Шарм-ель-Шейх, Тенеріфе-Південний, Сезонний чартер: Агадір, Альмерія, Афіни, Банжул, Барселона, Катанія, Корфу, Даламан, Джерба, Енфіда, Фару, Жирона, Ібіца, Ізмір, Кавала, Кос, Ламеція-Терме, Малага, Менорка, Момбаса, Ольбія, Уджда, Палермо, Пальма-де-Мальорка, Пафос, Рас-ель-Хайма, Реус, Салала, Самос, Скіатос, Спліт, Салоніки, Тирана, Тиват, Варна, Закінф, Занзібар |
| Israir Airlines        | Сезонний чартер: Тель-Авів |
| LOT Polish Airlines    | Варшава-Шопен Сезонний: Бургас, Ханья, Дубровник, Іракліон, Кос, Пальма-де-Мальорка, Родос, Спліт, Салоніки, Тирана, Закінф Сезонний чартер: Анталія, Бодрум, Катанія, Корфу, Жирона, Ізмір, Мітилена, Охрид, Родос, Подгориця, Тиват, Варна |
| Lufthansa              | Франкфурт, Мюнхен |
| Nouvelair              | Чартер: Джерба, Монастір |
| Onur Air               | Чартер: Анталія, Бодрум |
| Pegasus Airlines       | Сезонний чартер: Анталія |
| Ryanair                | Афіни, Мілан-Бергамо, Бірмінгем, Болонья, Бріндізі, Катанія, Кельн/Бонн, Корк, Дортмунд, Дублін, Единбург, Херсон, Київ-Бориспіль, Лондон-Станстед, Манчестер, Одеса, Пафос, Осло-Торп Сезонний: Альгеро, Бургас |
| Smartwings Poland      | Чартер: Фуертевентура, Лансароте, Сал, Тенерифе-Південний Сезонний чартер: Агадір, Анталія, Афіни, Барселона, Бодрум, Бургас, Ханья, Корфу, Даламан, Дубровник, Енфіда, Фару, Жирона, Хургада, Ізмір, Кавала, Кайсері, Кос, Ламеція-Терме, Малага, Марса-Алам, Мерса-Матрух, Мітилена, Пальма-де-Мальорка, Пафос, Патрас, Рас-ель-Хайма, Родос, Самос, Скіатос, Таба, Салоніки, Тирана, Варна Закінф |
| SunExpress             | Анталія Сезонний: Ізмір |
| Wizz Air               | Абу-Дабі (з 17 листопада 2020), Афіни, Барселона, Мілан-Бергамо, Берген, Бристоль, Катанія, Кельн/Бонн, Донкастер-Шеффілд, Дортмунд, Ейндговен, Фуертевентура, Харків, Київ-Жуляни, Кутаїсі, Ларнака, Ліверпуль, Лондон-Лутон, Львів, Мальме, Мальта, Одеса, Рейк'явік, Рим-Фіумічіно, Осло-Торп, Ставангер, Стокгольм-Скавста, Тель-Авів, Тенерифе-Південний Сезонний: Альгеро, Бургас, Кастеллон, Спліт |

### Вантажні
| Авіакомпанія                     | Пункт призначення              |
| -------------------------------- | ------------------------------ |
| ASL Airlines Belgium             | Ерфурт/Веймар, Льєж, Тімішоара |
| ASL Airlines Ireland             | Париж-Шарль де Голль, Штутгарт |
| DHL Aviation                     | Кельн/Бонн, Лейпциг/Галле      |
| Farnair Europe                   | Кельн/Бонн                     |
| Poczta Polska оператор SprintAir | Варшава-Шопен                  |

## Статистика

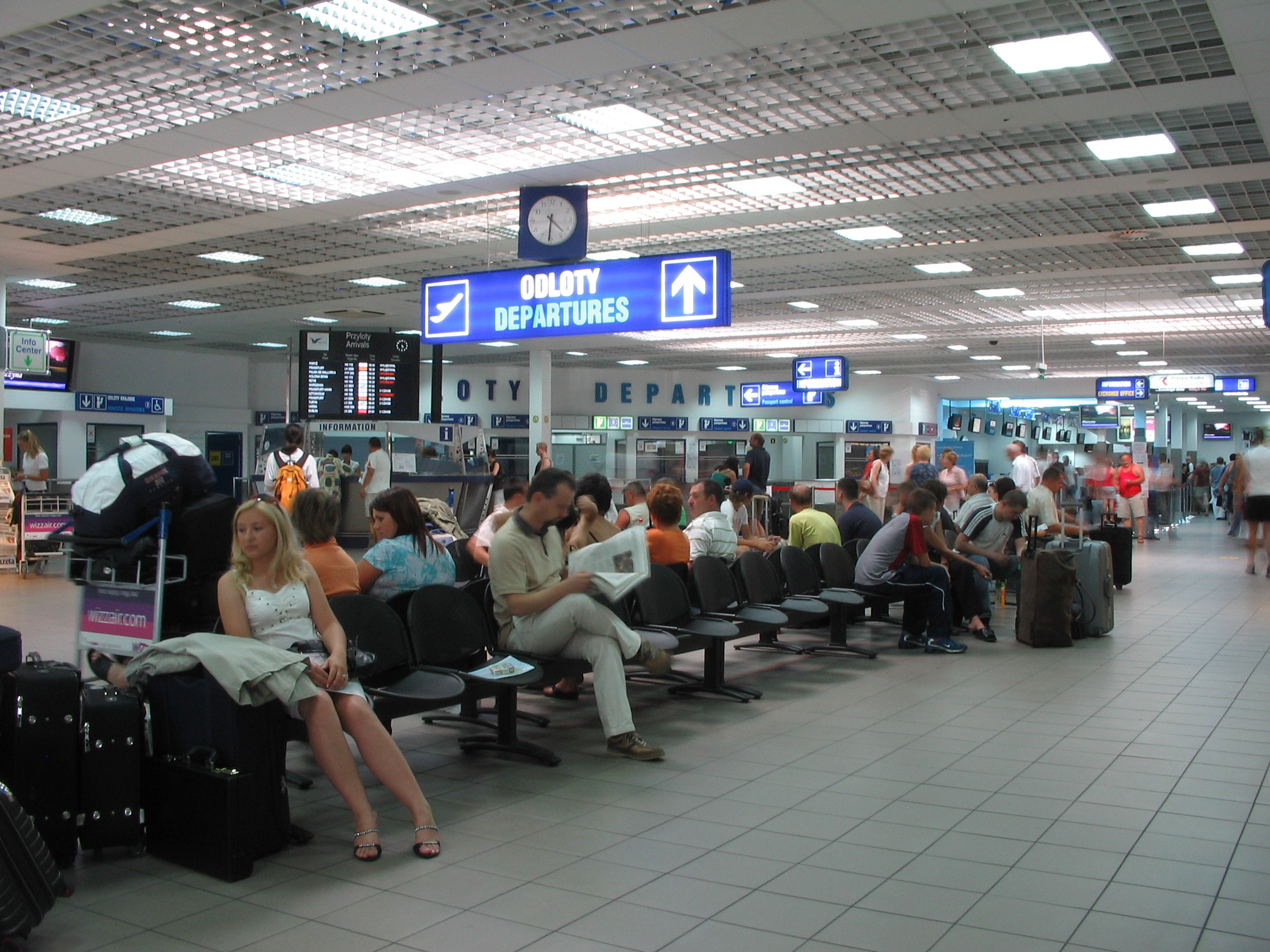
Термінал А з середини

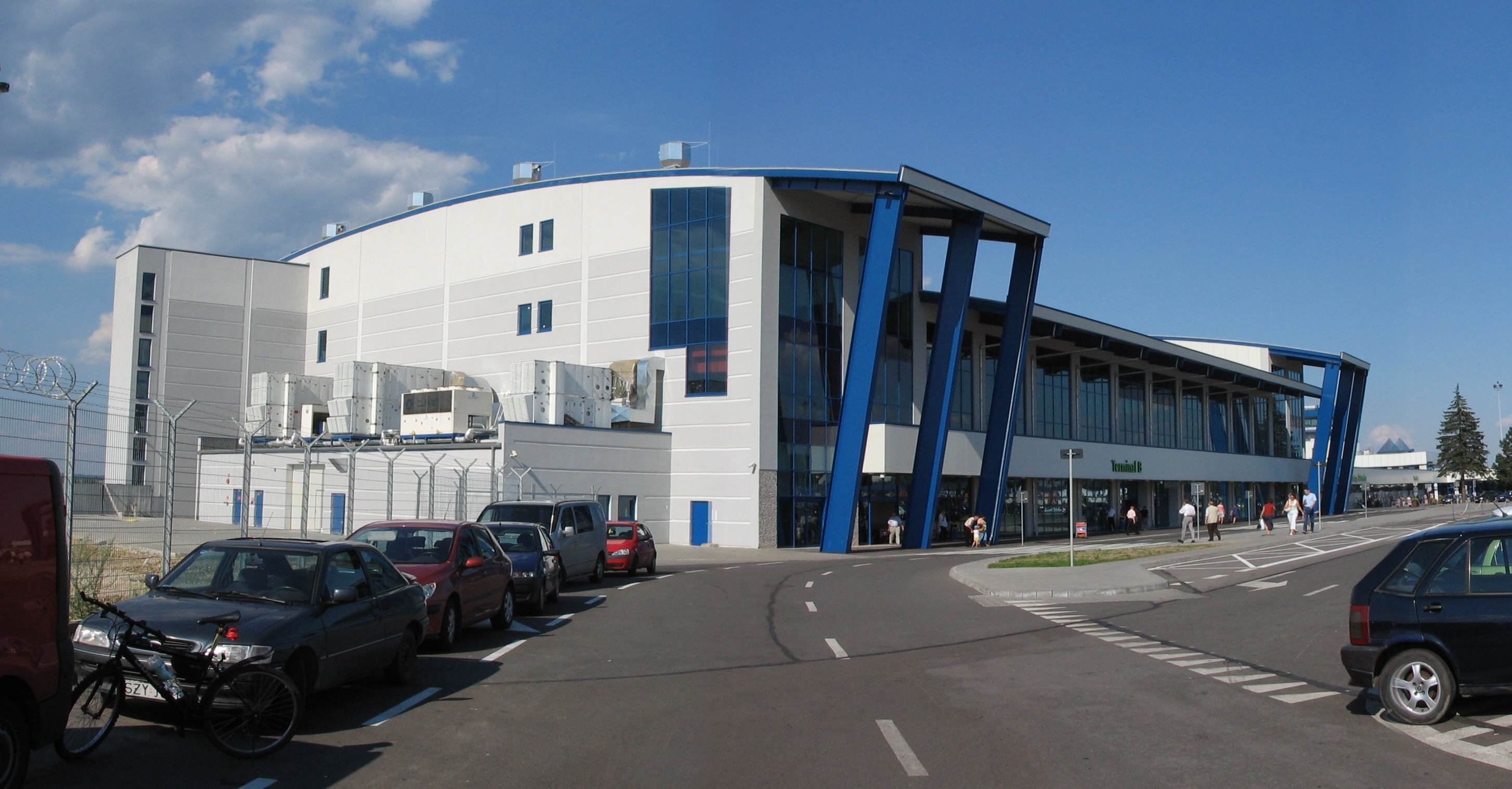
Термінал B

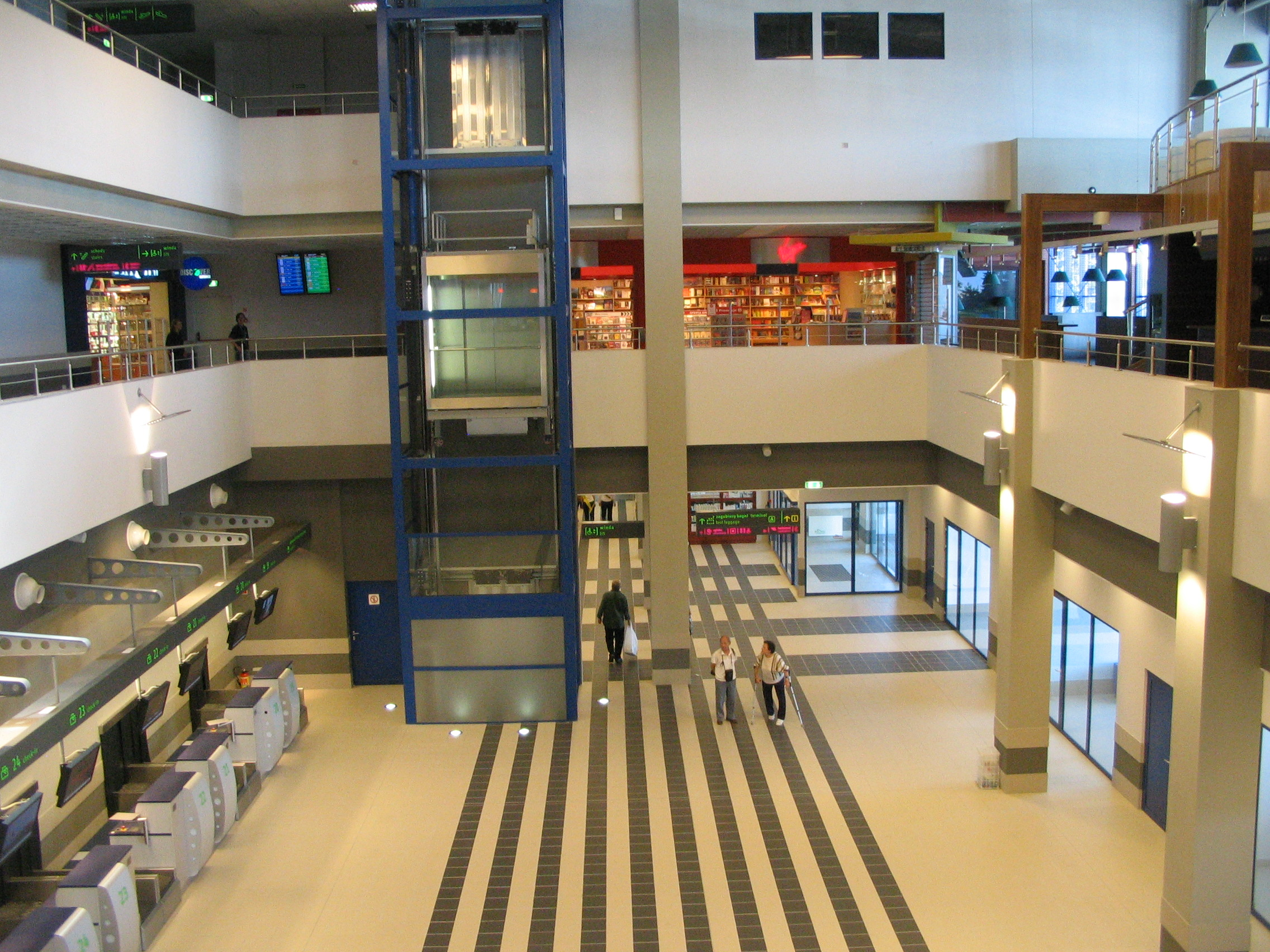
Термінал В з середини

| Рік  | Пасажирообіг | Трафік   | Вантажообіг |
| ---- | ------------ | -------- | ----------- |
| 1996 | ▲ 68,203     | ▲ 3,586  | ▲ 596       |
| 1997 | ▲ 101,054    | ▲ 4,290  | ▲ 1,241     |
| 1998 | ▲ 150,724    | ▲ 6,256  | ▲ 1,365     |
| 1999 | ▲ 170,230    | ▲ 6,510  | ▲ 1,522     |
| 2000 | ▼ 168,126    | ▲ 8,710  | ▲ 7,745     |
| 2001 | ▲ 180,015    | ▲ 9,441  | ▼ 2,196     |
| 2002 | ▲ 202,267    | ▼ 8,389  | ▲ 2,886     |
| 2003 | ▲ 257,991    | ▲ 9,375  | ▲ 3,548     |
| 2004 | ▲ 622,612    | ▲ 13,803 | ▲ 5,038     |
| 2005 | ▲ 1,092,358  | ▲ 16,222 | ▲ 5,636     |
| 2006 | ▲ 1,458,411  | ▲ 21,014 | ▲ 6,113     |
| 2007 | ▲ 1,995,914  | ▲ 24,489 | ▲ 7,795     |
| 2008 | ▲ 2,426,942  | ▲ 27,030 | ▲ 12,703    |
| 2009 | ▼ 2,364,613  | ▼ 26,206 | ▼ 6,543     |
| 2010 | ▲ 2,403,253  | ▲ 26,770 | ▲ 11,195    |
| 2011 | ▲ 2,544,124  | ▲ 29,259 | ▲ 12,138    |
| 2012 | ▲ 2,550,848  | ▲ 30,584 | ▼ 10,546    |
| 2013 | ▲ 2,554,198  | ▼ 28,990 | ▲ 10,877    |
| 2014 | ▲ 2,695,732  | ▼ 28,771 | ▲ 16,269    |
| 2015 | ▲ 3,069,279  | ▲ 31,727 | ▼ 16,119    |
| 2016 | ▲ 3,221,261  | ▼ 31,013 | ▲ 17,674    |
| 2017 | ▲ 3,892,941  | ▲ 34,725 | ▲ 17,779    |

## Наземний транспорт

### Автобуси
Існує погодинне автобусне сполучення між центром міста Катовице і Глівіце та аеропортом. Також існує регулярне сполучення з Краковом, Ченстоховою, Ополем, Вроцлавом.